# Neocrex colombiana
Neocrex colombiana е вид птица от семейство Rallidae.

## Разпространение
Видът е разпространен в Еквадор, Колумбия и Панама.